# Наталинська волость
Наталинська волость — адміністративно-територіальна одиниця Костянтиноградського повіту Полтавської губернії з центром у селі Наталине.

## Історія
Станом на 1885 рік складалася з 13 поселень, 23 сільських громад. Населення — 3833 особи (1969 осіб чоловічої статі та 1864 — жіночої), 695 дворових господарств.
Найбільші поселення волості станом на 1885:
- Наталине (Шахівка)
- Вознесенське (Потяговщина)
- Добренька

На 1912 рік 5 пол. стана, 7 зем. уч. і 2 уч. суд. слід. Полтавського окружного суду по Костянтиноградському повіту.
Поселення волості (67) на 1912:
Абазівка 1-ша дер., Абазівка 2-га дер., Богородична дер., Будников хут., Варварівка дер., Вознесенське село, Вирви хут., Гарного хут., Гирмани хут., Глобова хут., Глоби хут., Гниди хут., Грозя хут., Деркача хут., Деркач хут., Джепи хут., Добренька дер., Жиленків хут., Жовтого хут., Золотухіна хут., Ірхіна хут., Ірхінівські хут., Калниболотського хут., Калниболотського 2-й хут., Кам'янка дер., Кас'янів хут., Катеринівка дер., Кобозівка дер., Ковалівські хут., Колісника хут., Кравцов хут., Красини хут., Кучерявого хут., Литусів хут., Лугова дер., Мартинівка дер., Маслака хут., Материнського хут., Материнського 2-й хут., Мищенків хут., Мудреця хут., Назаренка хут., Наталине село, Ново-Олександрівка дер., Ново-Михайлівка дер., Ново-Павлівка дер., Вільховий ріг дер., Очеретяна дер., Перцового хут., Плішківські хут., Різників хут., Сибодашів хут., Симона хут., Скорих хут., Сотників хут., Ткаченків хут., Улянівка дер., Усів хут., Фастівця хут., Холяви хут., Цуканів хут., Чабанів хут., Шаповала хут., Шевченка хут., Шпаківські хут.,  Шпаківсько-Шверківські хут.

Старшинами волості були:
- 1900 року Опанас Григорович Кривенко[3];
- 1904 року Ілля Іванович Зінченко[4];
- 1913—1915 роках Юхим Федорович Щепа[5],[6].